# آروی آویک
آروی آویک (استونیایی: Arvi Aavik; ۳۱ دسامبر ۱۹۶۹) کشتی‌گیر اهل استونی بود. وی در بازی‌های المپیک تابستانی ۱۹۹۲ و ۱۹۹۶ شرکت کرده است.